# بالدلاگوا دل سرو
بالدلاگوا دل سرو (به اسپانیایی: Valdelagua del Cerro) یک دهستان در اسپانیا است که در سریا واقع شده‌است.

## خصوصیات
بالدلاگوا دل سرو ۴٫۸۵ کیلومترمربع مساحت و ۱۶ نفر جمعیت دارد و ۱٬۰۹۵ متر بالاتر از سطح دریا واقع شده‌است.